# District de Yongding
Pour les articles homonymes, voir Yongding.
Le district de Yongding (永定区 ; pinyin : Yǒngdìng Qū) est une subdivision administrative de la province du Hunan en Chine. Il est placé sous la juridiction de la ville-préfecture de Zhangjiajie.